# Eutelia chrysotermina
Eutelia chrysotermina är en fjärilsart som beskrevs av George Francis Hampson 1905. Eutelia chrysotermina ingår i släktet Eutelia och familjen nattflyn. Inga underarter finns listade i Catalogue of Life.